# Малое Забородье
Малое Забородье (фин. Makkola) — деревня в Оржицком сельском поселении Ломоносовского района Ленинградской области.

## История
Впервые упоминается в писцовой книге Водской пятины 1500 года как сельцо Забродье в Покровском Дятелинском погосте Копорского уезда.
Затем как деревня Sabrodie by в Дятелинском погосте в шведских «Писцовых книгах Ижорской земли» 1618—1623 годов.
На карте Ингерманландии А. И. Бергенгейма, составленной по шведским материалам 1676 года, обозначены две смежные деревни Saborodia и Kosina.
На шведской «Генеральной карте провинции Ингерманландии» 1704 года — деревни Kossina и Soikosina при мызе Sabrodia hof.
Деревня Сабродина нанесена на «Географическом чертеже Ижорской земли» Адриана Шонбека 1705 года.
Деревня Косино упомянута на карте Ингерманландии А. Ростовцева 1727 года.
На карте Санкт-Петербургской губернии Я. Ф. Шмидта 1770 года она обозначена как деревня Заборье.
На карте Санкт-Петербургской губернии Ф. Ф. Шуберта 1834 года обозначена как деревня Малое Забородье.

КОСИНО МАЛОЕ — деревня принадлежит полковнику Потёмкину, число жителей по ревизии: 61 м. п., 48 ж. п. (1838 год)

В пояснительном тексте к этнографической карте Санкт-Петербургской губернии П. И. Кёппена 1849 года она записана как деревня Makkola (Малое Косино, Малое Забородье) и указано количество её жителей на 1848 год: савакотов — 6 м. п., 4 ж. п., всего 10 человек, ижоры — 45 м. п., 33 ж. п., всего 78 человек. Ижоры относились к православному Дятлицкому Покровскому приходу, ингерманландцы — к лютеранскому приходу Серепетта.
На карте профессора С. С. Куторги 1852 года деревня не обозначена.

КОСИНО МАЛОЕ — деревня господина Потёмкина, по просёлочной дороге, число дворов — 48, число душ — 52 м. п. (1856 год)

Согласно «Топографической карте частей Санкт-Петербургской и Выборгской губерний» в 1860 году деревня называлась Малое Забородье (Косино) и состояла из 18 крестьянских дворов. При деревне была бумажная фабрика.

ЗАБОРОДЬЕ МАЛОЕ (КОСИНО) — деревня владельческая при ключе, число дворов — 18, число жителей: 50 м. п., 54 ж. п. (1862 год)

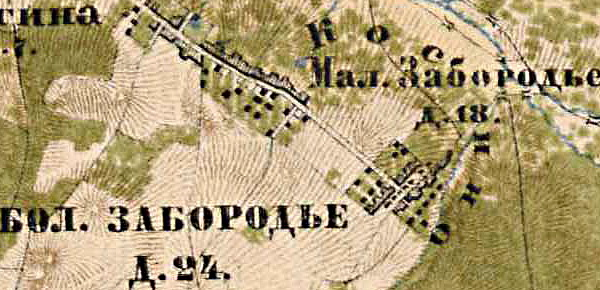
Деревня Малое Забородье на карте 1885 года

В 1885 году деревня Малое Забородье насчитывала 18 дворов.
Согласно материалам по статистике народного хозяйства Петергофского уезда 1887 года мыза Забородье площадью 700 десятин принадлежала почётному гражданину Ф. Я. Палю, она была приобретена в 1872 году за 15 000 рублей, на мызе находился «разорённый» известковый завод.
В конце XIX века деревня входила в состав Гостилицкой волости 1-го стана Петергофского уезда Санкт-Петербургской губернии, в начале XX века — 3-го стана.
По данным «Памятной книжки Санкт-Петербургской губернии» за 1905 год мыза Забородье площадью 790 десятин принадлежала крестьянину Александру Ивановичу Голове. Кроме того участок мызы площадью 111 десятин принадлежал «Обществу крестьян деревни Сокуль».
К 1913 году в общей деревне Забородье насчитывалось 42 двора.
С 1917 по 1922 год деревня входила в состав Забородского сельсовета Гостилицкой волости Петергофского уезда.
С 1922 года в составе Леволовского сельсовета.
С 1923 года в составе Троцкого уезда.
С 1924 года в составе Забородского сельсовета.
Согласно данным переписи населения СССР 1926 года в деревне Забродье-Малое проживали 160 человек — все русские.
С 1927 года в составе Ораниенбаумского района.
По данным 1933 года деревня называлась Забородье Малое и входила в состав Заборовского сельсовета Ораниенбаумского района.
С 1 августа 1941 года по 31 декабря 1943 года деревня находилась в оккупации.
С 1954 года в составе Дятлицкого сельсовета.
С 1955 года в составе Гостилицкого сельсовета.
С 1963 года в составе Гатчинского района.
С 1965 года вновь в составе Ломоносовского района. В 1965 году население деревни Малое Забородье составляло 116 человек.
По данным 1966 и 1973 годов деревня Малое Забородье также входила в состав Гостилицкого сельсовета.
По данным 1990 года деревня Малое Забородье входила в состав Оржицкого сельсовета.
В 1997 году в деревне Малое Забородье Оржицкой волости проживали 28 человек, в 2002 году — 22 человека (русские — 95 %), в 2007 году — 21.

## География
Деревня расположена в центральной части района на автодороге 41К-274 (Ропша — Оржицы), к юго-востоку от административного центра поселения деревни Оржицы.
Расстояние до административного центра поселения — 2 км.
Расстояние до ближайшей железнодорожной станции Ораниенбаум I — 30 км.
Деревня находится на левом берегу реки Шингарка.

## Промышленность
ООО «Севзапспецмаш-Прицепы» — производство прицепной техники под торговой маркой «Невские Машины»

## Демография
| 1862 | 2002 | 2007 | 2010 | 2017 |
| ---- | ---- | ---- | ---- | ---- |
| 104  | ↘22  | ↘21  | ↗67  | →67  |

## Улицы
Березовая Аллея, Брандовская, Верхняя, Зелёная, Ключевая, Лесная, Мирная, Пасечная, Сосновая, Центральная.